# Idaea alticolaria
Idaea alticolaria är en fjärilsart som beskrevs av Karl Schawerda 1933. Idaea alticolaria ingår i släktet Idaea och familjen mätare. Inga underarter finns listade i Catalogue of Life.